# David Zucker
David Zucker (* 16. října 1947 v Milwaukee, Wisconsin, USA) je americký filmový režisér.

## Biografie

### Soukromý život
Narodil se v Milwaukee ve Winsconsinu, je syn Charlotte a Burtona Zuckerových, který byl realitním obchodníkem. Studoval na škole Shorewood High School. Jeho manželkou je Dr. Danielle Zuckerová, se kterou má nyní dvě děti, syna Charlese a dceru Sarah. Jeho mladší bratr Jerry Zucker je jeho filmovým partnerem. Bratři Zuckerovi mají sestru, Susan Breslau.

### Kariéra
K jeho filmům patří Kentucky Fried Movie z roku 1977, série Bláznivých střel z let 1988~1994, BASEketball z roku 1998, Scary Movie 3 z roku 2003, Scary Movie 4 z roku 2006 a An American Carol z roku 2008.
Pomáhal spolurežírovat filmy jako Připoutejte se, prosím! z roku 1980 a Top Secret! z roku 1984. Společně se svým bratrem Jerrym a Jimim Abrahamsem vytvořili režijní a scenáristický tým Zucker, Abrahams and Zucker (zkráceně ZAZ).
Rovněž také pracoval s Patem Proftem (již od dob Police Squad!) a Craig Mazinem (pomáhal sepsat třetí a čtvrtý díl Scary Movie).
ZAZ a Proft pomohli vytvořit zvláštní typ parodického žánru, ve kterém jsou použity vizuální gagy, dvojsmyslné vtipy a slapstick situace.
Mezi dvorní herce ZAZ týmu patří Leslie Nielsen, Lloyd Bridges, Charlie Sheen a Julie Hagerty.

## Filmografie (jako režisér)
- Připoutejte se, prosím! (1980)
- Top Secret! (1984)
- Bezcitní lidé (1986)
- Bláznivá střela: Z análů policejního útvaru (1988)
- Bláznivá střela 2½: Vůně strachu (1991)
- For Goodness Sake (1993)
- BASEketball (1998)
- Šílený rande (2003)
- Scary Movie 3 (2003)
- Scary Movie 4 (2006)
- An American Carol (2008)